# Lion Feuchtwanger
Lion Feuchtwanger ([ˈliːɔn ˈfɔɪçtˌvaŋɐ]; Monaco di Baviera, 7 luglio 1884 – Los Angeles, 21 dicembre 1958) è stato uno scrittore e drammaturgo tedesco.

## Biografia

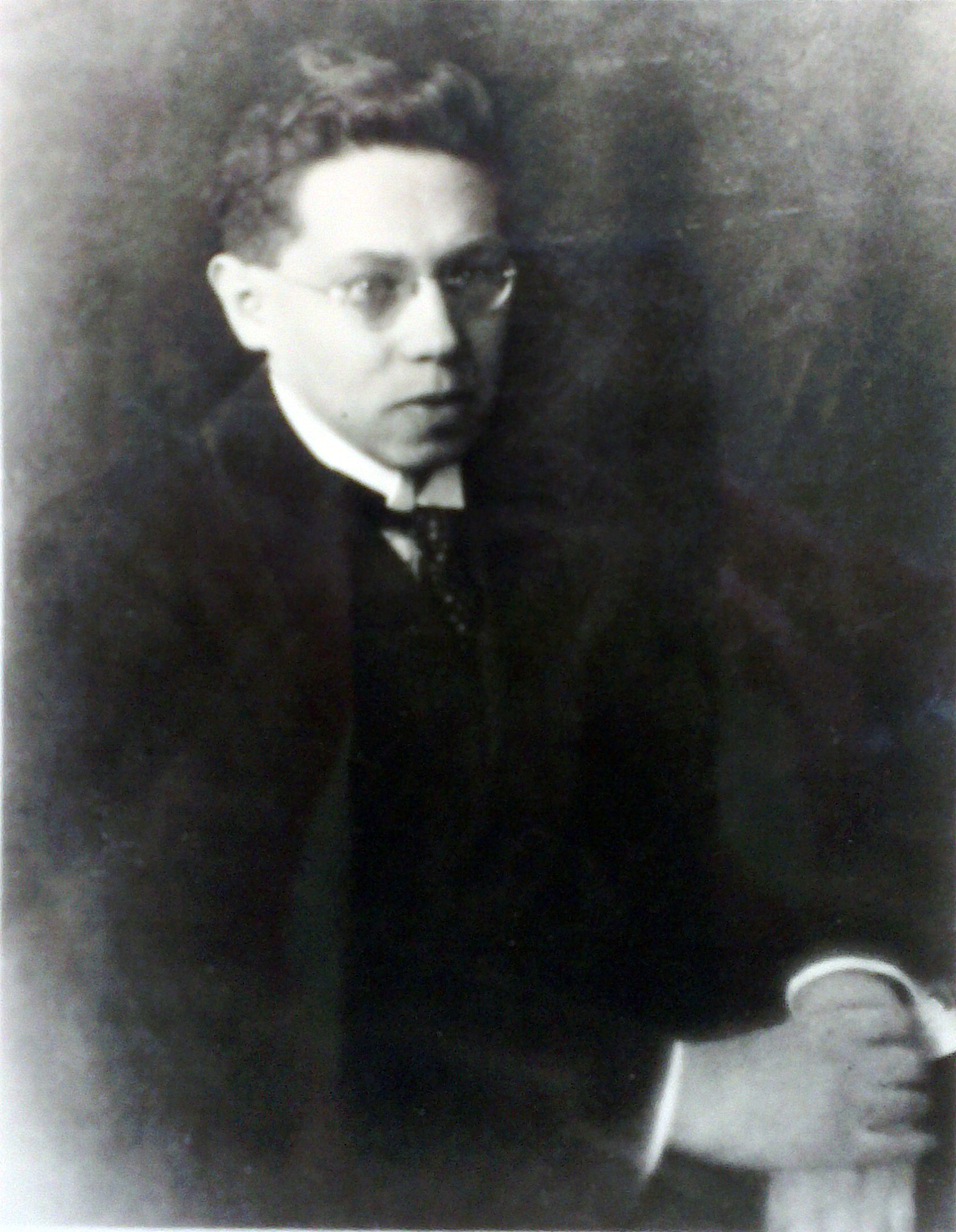
Lion Feuchtwanger (fotografia del 1909)

### Gli inizi
Lion Feuchtwanger era figlio del produttore di margarina Sigmund Feuchtwanger e della di lui moglie Johanna Bodenheim. Cresciuto in una famiglia ebraica strettamente osservante, intraprese molto presto l'attività di scrittore, visto che già come studente aveva ottenuto un premio in proposito.

Frequentò il Wilhelmsgymnasium di Monaco e conseguì la maturità nel 1903. Fece studi universitari di filosofia, filologia germanica e antropologia a Monaco e a Berlino. Si laureò a Monaco nel 1907 con il professor Franz Muncker con una tesi sull'opera di Heinrich Heine Der Rabbi von Bacharach. Rinunciò all'abilitazione a causa delle limitazioni imposte agli ebrei. Dopo esser fuoriuscito dalla Germania, nel 1933, l'Università di Monaco gli tolse il titolo di dottore a causa delle sue origini ebraiche; il titolo gli fu restituito nel novembre 1952.

Marta Löffler, moglie di Lion Feuchtwanger (fotografia del 1920)

Nel 1908 fondò la sua prima rivista di cultura, Der Spiegel (Lo specchio), il cui primo numero apparve il 30 aprile. Dopo 15 numeri (sei mesi) a causa di problemi finanziari essa si fuse con la rivista di Siegfried Jacobsohn Die Schaubühne (La Scena), per la quale Feuchtwanger da allora continuò a scrivere. Nel 1912 Lion Feuchtwanger sposò Marta Löffler, la figlia di un commerciante ebreo.
Lo scoppio della prima guerra mondiale nel 1914 lo sorprese con la moglie a Tunisi, dove furono momentaneamente internati; lasciati rimpatriare in Germania, Feuchtwanger fu arruolato come soldato semplice nella riserva (Ersatzreservist) dell’Esercito tedesco, a Monaco, dal quale tuttavia fu congedato dopo cinque mesi e mezzo di servizio per motivi di salute (ulcere allo stomaco e miopia). Si dedicherà completamente alla scrittura, scrivendo nove opere teatrali durante il periodo della guerra, otto delle quali fanno la loro apparizione sul mercato librario entro la fine del 1918. In quegli anni si tengono sette anteprime mondiali di sue opere teatrali presso i palcoscenici di Berlino, Monaco, Amburgo e Mannheim. Alla fine del conflitto è un noto drammaturgo in tutta la Germania.
Sempre nel 1918 egli scoprì il talento di Bertolt Brecht, con il quale allacciò un'amicizia che durerà tutta la vita.
La rivoluzione di novembre (1918/19) lo trovò ammalato ed indifferente.

### Il romanziere
Dopo alcuni successi come drammaturgo spostò la sua attività di scrittore sul romanzo storico. Il suo maggior successo fu Jud Süß (Süss l'ebreo) scritto tra il 1921 ed il 1922 e pubblicato nel 1925), che trovò all'estero già nel 1926 ampia risonanza, dopo che Feuchtwanger aveva a lungo ed invano cercato un editore in Germania: il tema antisemitico pareva essere poco popolare. Il secondo grande successo fu Die hässliche Herzogin (La brutta duchessa). Per motivi di lavoro si trasferì nel 1925 a Berlino e nel 1932 in una grande villa a Grunewald. In quell'anno comparve la prima parte della “Trilogia di Giuseppe” Der jüdische Krieg (La fine di Gerusalemme). Nel romanzo, il protagonista Flavio Giuseppe è un intellettuale cosmopolita (fautore della fusione delle culture orientali con quelle occidentali) e avverso al nazionalismo ebraico degli zeloti. Per Wlodek Goldkorn, Feuchtwanger si identificava con Flavio Giuseppe, se non altro perché professava il cosmopolitismo come un modo di vivere e pensare.
Feuchtwanger riconobbe fra i primi il pericolo costituito da Hitler e dallo NSDAP.
Nel novembre del 1932 si recò a Londra e negli USA per un ciclo di conferenze. La presa del potere da parte dei nazisti della fine gennaio del 1933 rese impossibile il suo ritorno in patria, essendo considerato dai nazisti uno degli intellettuali loro più contrari. I suoi libri divennero oggetto dei roghi del 1933. Il suo nome emerse nell'estate del 1933 fra i primi nella lista dei fuoriusciti della Germania hitleriana. Uno dei frutti letterari di questa fase fu il romanzo Die Geschwister Oppermann (I fratelli Oppermann).

### L'esilio in Francia

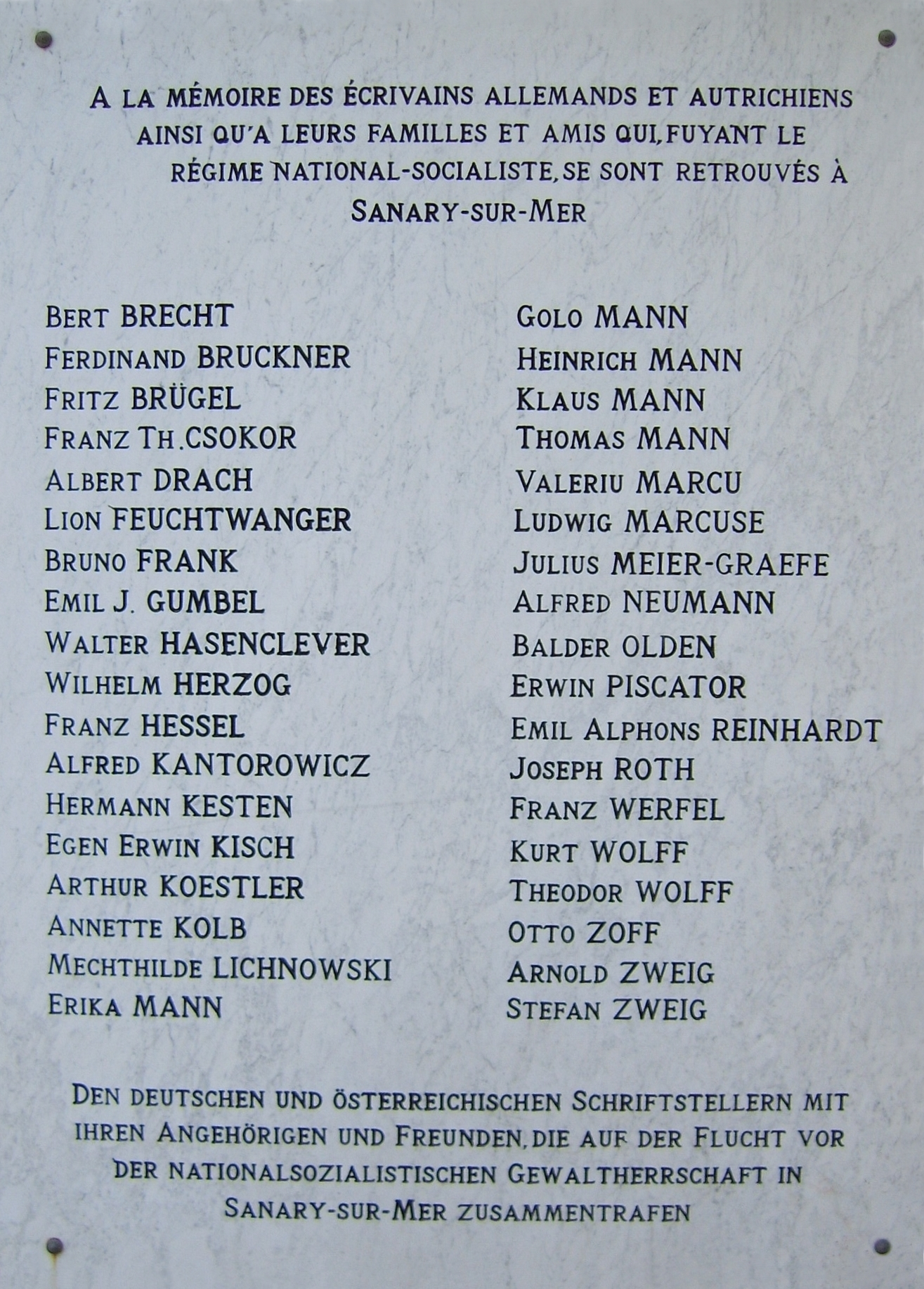
Targa commemorativa degli scrittori tedeschi e austriaci antinazisti, fra cui Lion Feuchtwanger, che si stabilirono a Sanary-sur-Mer

Dal 1933 Feuchtwanger visse a Sanary-sur-Mer, centro degli emigrati politici tedeschi nel sud della Francia. Grazie alla elevata tiratura dei suoi libri, in particolare nei paesi di lingua anglosassone, egli condusse una vita relativamente confortevole in esilio. A causa del tiepido antinazismo delle potenze occidentali egli si avvicinò al comunismo sovietico. Da novembre 1936 fino al febbraio 1937 egli compì un viaggio con gran pubblicità nell'Unione Sovietica, ove le sue opere erano state pubblicate e diffuse grazie anche ad Artemi Chalatows
Nelle sue impressioni del viaggio dal titolo Moskau 1937 (Mosca 1937: diario di viaggio per i miei amici) egli giustificò i processi staliniani contro i presunti trotskisti, suscitando per questo l'indignazione di Arnold Zweig, Franz Werfel e Bruno Frank.
Il suo comportamento filostalinista rallenterà in effetti più tardi il conferimento della cittadinanza statunitense. In Exil (Esilio) criticò satiricamente gli intellettuali tedeschi che erano rimasti in Germania dopo l'ascesa al potere di Hitler.
Nel 1940, con la disfatta della Francia contro la Germania nazista e la conseguente occupazione del territorio francese da parte delle truppe tedesche, finì, come molti altri connazionali in esilio che risiedevano in Francia, nel campo di internamento Les Milles, ove già era stato internato per qualche settimana come cittadino di una potenza nemica nel 1939, allo scoppio della seconda guerra mondiale. Più avanti i prigionieri di Les Milles, a causa dell'avanzata delle truppe tedesche, furono provvisoriamente trasferiti in un campo di internamento presso Nîmes.

### La fuga e la permanenza negli Stati Uniti
Di qui egli riuscì a fuggire, travestito da donna, grazie alla collaborazione degli impiegati del consolato americano di Marsiglia. Dopo mesi poté, insieme a sua moglie, in circostanze avventurose, fuggire attraverso Spagna e Portogallo ed imbarcarsi su un aereo diretto negli Stati Uniti d'America. Qui visse dal 1941 fino alla morte nella confortevole Villa Aurora, in California. Anche grazie alle entrate dei diritti cinematografici poté qui permettersi di crearsi una grossa biblioteca.
Egli fu cofondatore in New York nel 1944 della casa editrice Aurora-Verlag. Dopo la guerra fu posto sotto osservazione, a causa dei suoi legami con gli intellettuali di sinistra, dalle sospettose autorità americane del periodo maccartista. Verso la fine della sua vita egli si dedicò nuovamente ai temi ebraici anche con i suoi ultimi romanzi Die Jüdin von Toledo (letteralmente: "L'ebrea di Toledo"; titolo in lingua italiana: Ballata spagnola) e Jefta und seine Tochter (titolo in lingua italiana: Jefte e sua figlia).
Dopo il 1945 l'opera di Feuchtwanger ricevette grandi riconoscimenti nella RDT, ma nella RFT fu quasi completamente dimenticata ed è stata riscoperta solo a partire dagli anni settanta e ottanta del '900. Nel 1953 Lion Feuchtwanger ricevette il Premio Nazionale di I classe della DDR, per l'arte e la letteratura. Nella Repubblica Democratica Tedesca fu tenuto in alta considerazione quale simpatizzante antifascista e comunista, anche quando i suoi sentimenti filoebraici erano meno apprezzati. Nel 1957 ricevette a Monaco di Baviera, sua città natale, il "Kultur- und Literaturpreis" ("Premio per la cultura e la letteratura") della città.
Lion Feuchtwanger si ammalò nel 1957 di un tumore ai reni e morì l'anno dopo per un'emorragia interna.

## Opere

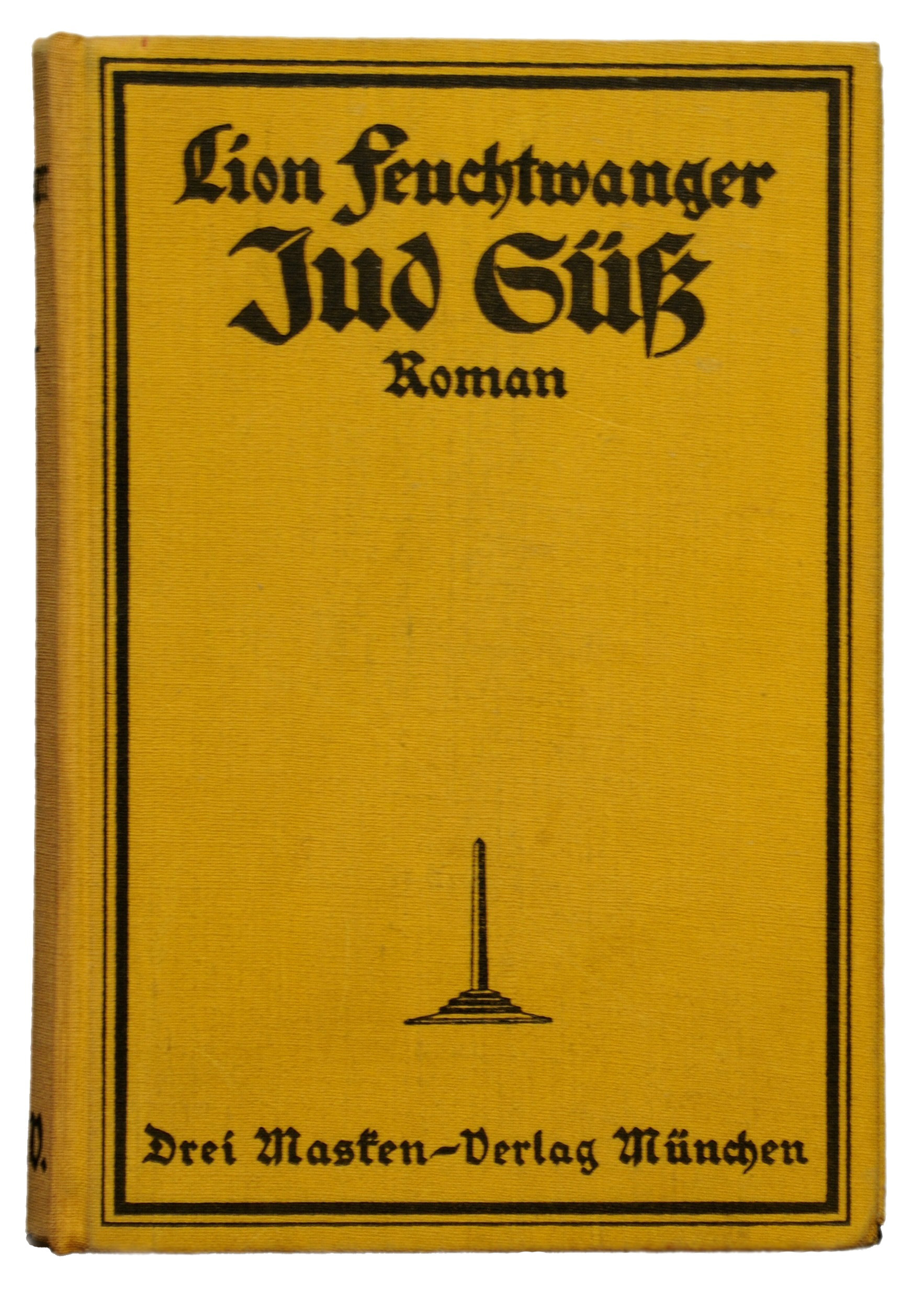
Copertina di Jud Süß (1925)

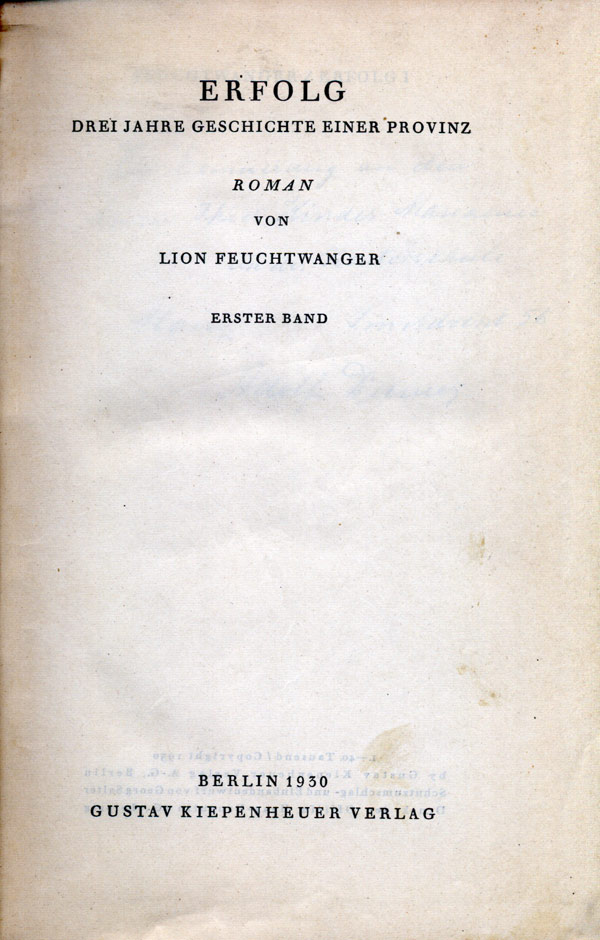
Copertina di Erfolg (1930)

### Romanzi
- Der tönerne Gott, 1910 (Il Dio d'argilla)
- Jud Süß, München 1925,  ISBN 3-7466-5600-1 (Romanzo su Joseph Süß Oppenheimer)
  -  Süss, l'Ebreo, traduzione di Bice Giachetti-Sorteni, Prefazione di Luigi Tonelli, Collana Scrittori di tutto il mondo, Milano, Modernissima, 1930. - Milano, Dall'Oglio, 1946; Milano, Corbaccio, 1977-1992; Milano, TEA, 1995.
- Die häßliche Herzogin Margarete Maultasch, Berlin 1923 (La brutta duchessa);
- Wartesaal-Trilogie; (Sala d'aspetto – Trilogia): questi tre romanzi si occupano del sorgere del nazionalsocialismo e della reazione ad esso);
  - Erfolg. Drei Jahre Geschichte einer Provinz, Berlin 1927-30, ISBN 3-7466-5606-0 (Successo. Una storia di tre anni in provincia);
  - Die Geschwister Oppermann, Amsterdam 1933, ISBN 3-7466-5607-9 – (I fratelli Oppermann, titolo precedente: I fratelli Oppenheim). Questo romanzo descrive la persecuzione degli ebrei dopo la presa del potere da parte dei nazisti;
  - Exil, 1937-39, ISBN 3-7466-5022-4, (Esilio). Descrive la vita quotidiana di un compositore tedesco nel suo esilio in Francia, ove il precedentemente apolitico artista si impegna nella edizione di un giornale per emigrati politici;
- Josephus-Trilogie, (La trilogia di Giuseppe). Romanzi sullo storico greco-giudaico Flavio Giuseppe:
  - Der jüdische Krieg, 1931-32 (titolo italiano: "La fine di Gerusalemme", edito dalla Mondadori, collana Medusa, Milano 1934)
  - Die Söhne, 1934-35 (I figli); Titolo italiano "il giudeo di Roma", Mondadori Medusa, Milano 1937
  - Der Tag wird kommen, 1939-41 (Verrà il giorno); Titolo Italiano " Il giorno verrà", Mondadori Medusa, 2ª edizione Milano 1948
- Der falsche Nero, 1936 (Il falso Nerone);
- Die Brüder Lautensack, 1941 (I fratelli Lautensack);
- Simone, 1943 u.ö. La quindicenne Simone Planchard nella violenta resistenza contro i nazisti in Francia, lo stesso argomento drammatizzato con Bertolt Brecht;
- Die Füchse im Weinberg, 1944-46. (Le volpi nel vigneto). Il declino dell'Ancien Régime nella Francia prerivoluzionaria;
- Venedig (Texas), Aurora-Verlag, New York 1946. Tiratura: 4.000
- Goya oder der arge Weg der Erkenntnis, Frankfurt/Main 1951 (Goya, o L'amara via della conoscenza). Il più gran successo negli USA, con allusioni al maccartismo;
- Narrenweisheit oder Tod und Verklärung des Jean-Jacques Rousseau, 1950-52 (La saggezza del folle o Morte e trasfigurazione di Jean-Jacques Rousseau)
- Spanische Ballade, 1955 (Ballata spagnola)
- Jefta und seine Tochter, 1955-57 (Jefte e sua figlia).

### Liriche
- Pep J. L. Wetcheeks amerikanisches Liederbuch, Potsdam 1928. (Pep J. L. Wetcheeks: libro di canzoni americane). Ironico confronto fra la fede americana e la forza del capitale.

### Scritti autobiografici

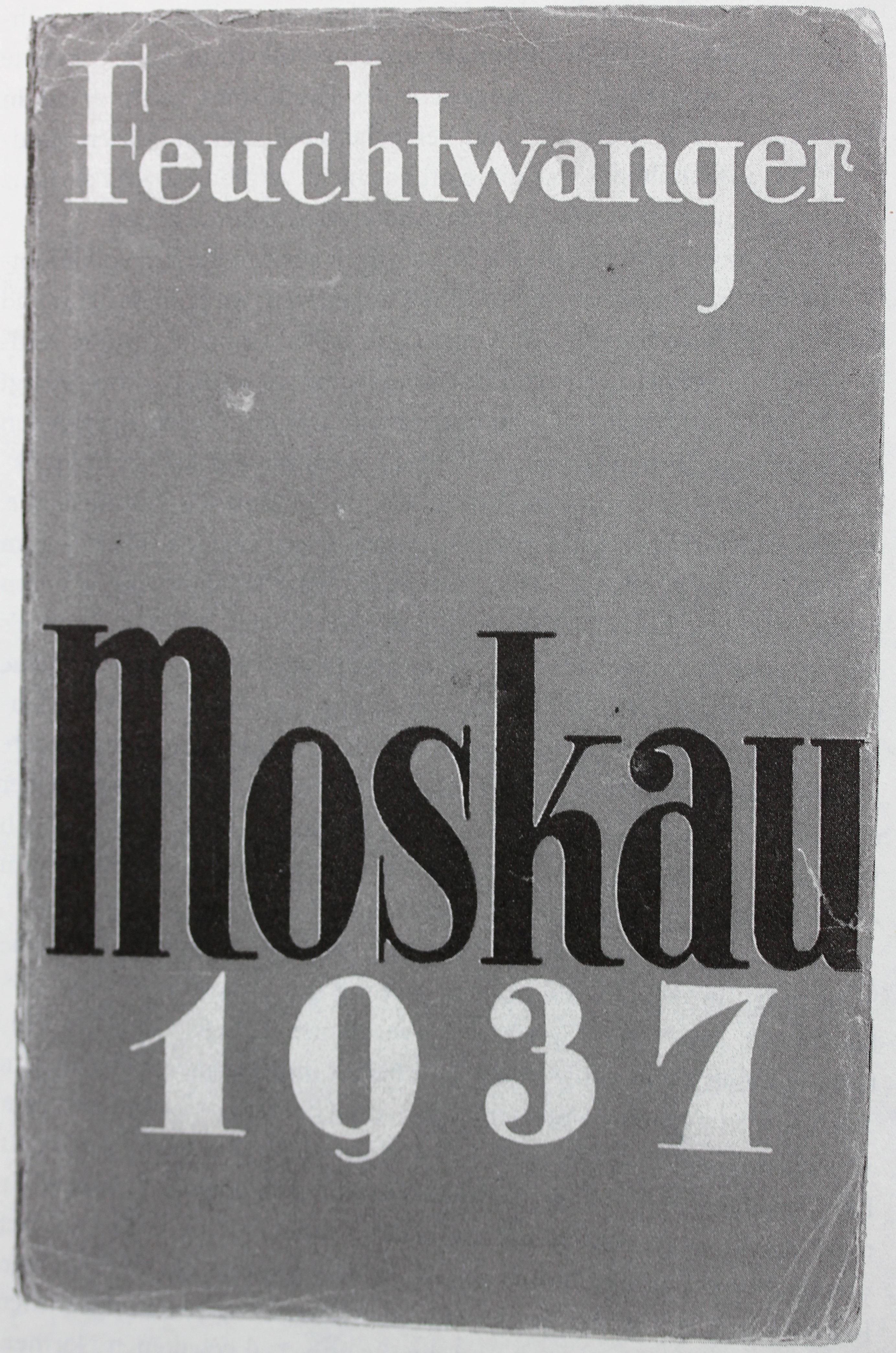
Copertina di Moskau 1937 (1937)

- Moskau 1937. Ein Reisebericht für meine Freunde. Querido Verlag, Amsterdam 1937. (Mosca 1937: Rapporto di viaggio per i miei amici)  - Numerose riedizioni, ad es.: Aufbau Verlag, Berlin 1993. ISBN 3-7466-0168-1. Il punto di vista parziale di Feuchtwanger sull'Unione Sovietica di Stalin, che egli visitò fra il 1936 ed il 1937;
- Unholdes Frankreich, El libro libre, Città del Messico 1942; successivamente: Der Teufel in Frankreich. Erlebnisse 1940, memoria autobiografica nella quale Feuchtwanger descrive la sua esperienza vissuta nel 1940 nel campo di internamento francese di Les Milles, mentre il fronte tedesco si avvicina al campo. Edizione italiana: Il diavolo in Francia, traduzione di Enrico Arosio, prefazione di Wlodek Goldkorn, Collana Letture, Einaudi, Torino 2020, ISBN 978-88-062-4260-2.

### Racconti
- Panzerkreuzer Potemkin, Aufbau Verlag (DDR), 1946, pubblicato nella Repubblica Federale Tedesca nel 1985 im Fischer Taschenbuch Verlag, ISBN 3-596-25834-0. (La corazzata Potemkin). Contiene diversi racconti fra i quali anche "Venedig (Texas)" (Venezia, Texas)

### Teatro
- Altindische Schauspiele, Reclams Universal-Bibliothek (DDR), Band 453, 1969 (Rappresentazioni antiche indiane)
- Wahn oder Der Teufel in Boston, Pazifische Presse, Los Angeles, 1948 (Ossessione, o il diavolo a Boston)

## Cinematografia
Film tratti da opere di Lion Feuchtwanger:
- Jew Süss – film britannico del 1934 tratto dal romanzo Jud Süß, sceneggiato da Dorothy Farnum e A. R. Rawlinson, diretto da Lothar Mendes[12]. Da non confondere col film antisemita Jud Süß diretto da Veit Harlan, prodotto nella Germania nazista nel 1940[13].
- La famiglia Oppenheim – film sovietico del 1938 tratto dal romanzo I fratelli Oppermann, sceneggiato da Serafima Rošal' e Lilo Dammert, diretto da Grigorij L'vovič Rošal'[14]
- Goya - oder Der arge Weg der Erkenntnis – film tedesco orientale del 1971 tratto dal romanzo Goya, sceneggiato da Angel Wagenstein e Konrad Wolf, diretto da Konrad Wolf[15].
- Die Brüder Lautensack – film tedesco del 1973, tratto dal romanzo I fratelli Lautensack, sceneggiato da Albrecht Börner e Hans-Joachim Kasprzik, diretto da Hans-Joachim Kasprzik[16].
- Exil - film tedesco del 1981, tratto dal romanzo Exil, sceneggiato da Egon Günther e Robert Muller, diretto da Egon Günther[17].
- Die Geschwister Oppermann – film-TV tedesco del 1983 tratto dal romanzo I fratelli Oppermann,  sceneggiato e diretto da Egon Monk[18].
- Erfolg – film tedesco del 1991 tratto dal romanzo Erfolg. Drei Jahre Geschichte einer Provinz, sceneggiato e diretto da Franz Seitz[19].

## Documentari
- Feuchtwanger lebt! Reportage, Deutschland, 2008, 44 Min., Buch und Regie: Herbert Krill, Produktion: 3sat, Erstsendung: 17. Dezember 2008, Inhaltsangabe mit Video, 44 Min.